# Caniculinella
Caniculinella es un género de foraminífero bentónico de la subfamilia Boultoniinae, de la familia Schubertellidae, de la superfamilia Fusulinoidea, del suborden Fusulinina y del orden Fusulinida. Su especie tipo es Caniculinella tumida. Su rango cronoestratigráfico abarca el Pérmico.

## Discusión
Clasificaciones más recientes incluyen Caniculinella en la superfamilia Schubertelloidea, y en la subclase Fusulinana de la clase Fusulinata.

## Clasificación
Caniculinella incluye a la siguiente especie:
- Caniculinella tumida †